# カズオ・ウヅキ
カズオ・ウヅキ（Kazuo Uzuki, 1991年4月14日 - ）はアメリカのトップス社がエイプリルフールのいたずらとして発行した野球カードの人物である。
このカードは2008年2月6日に発行され、カズオ・"ウージー"・ウヅキ(Kazuo "The Uzi" Uzuki)という名の高校生スーパースターである、とされる人物が描かれていた。カードによればウヅキは時速167kmの球を投げる速球投手で、日本の高校から直接MLBへ進む最初の日本人選手となる予定とされていた。
2008年4月1日、トップス社はカズオ・ウヅキなる投手は実在せず、1985年のシド・フィンチ事件に触発された冗談だったと発表した。ちなみにカズオ・ウヅキ（卯月一男）とは日本語で「4月最初の男児」を意味する。実際には写真の人物はニューヨーク大学に通う25歳の法学生であった。この学生は中国系で、本格的な野球の経験はなく、友人とキャッチボールをしたことがある程度であった。野球カードのモデルになったのはトップス社に知人がいたからだという。
ウヅキのカードはカード72セットに1セットの割合で封入されていた。カードが出た当時はこれが冗談だと気づかれておらず、eBayでは15ドル程度で取引されていた。「今日の一枚」として取り上げられたこともある。

## 注
1. 1 2  “偽日本人野球選手カード、エイプリルフールに種明かし”. (2008年4月2日).  オリジナルの2008年4月6日時点におけるアーカイブ。
2. 1 2  Hutchinson, Bill (2008年4月1日). “What a card! Flamethrower's April Fool”. New York Daily News (New York):  p. 17
3. ↑  “Is The Uzi For Real?”. (2008年3月3日)
4. ↑  “Cardboard Mania: Card of the Day: 2008 Topps Kazuo Uzuki RC”.   Cardboardmania.blogspot.com (2008年2月9日). 2010年9月1日閲覧。